# 윌리엄 램지

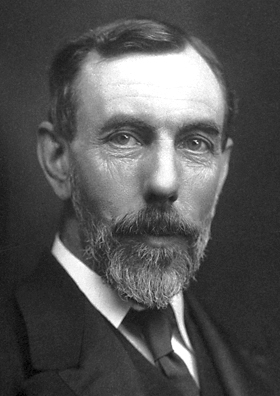
윌리엄 램지 (1907년)

윌리엄 램지 경(영어: Sir William Ramsay, KCB, FRS, 1852년 9월 2일 ~ 1916년 7월 23일)은 영국의 화학자이다.
스코틀랜드 글래스고에서 태어나, 글래스고 대학교와 독일의 튀빙겐 대학교에서 공부하였다. 1874년 글래스고 대학교 강사 시절에 유기화학과 물리화학을 연구하였다.
1887년 런던 대학교 교수가 되어 존 윌리엄 스트럿 레일리와 함께 아르곤과 네온, 크립톤 등의 원소를 발견하였다. 1904년 이 업적으로 노벨 화학상을 받았으며, 방사선을 연구하여 방사성 원소의 붕괴설을 증명하였다.

## 서훈
- 1902년 바스 훈장 2등급(KCB, 작위급 훈장)[1]

## 참고 문헌

### 참고 자료
- 이 문서에는 다음커뮤니케이션(현 카카오)에서 GFDL 또는 CC-SA 라이선스로 배포한 글로벌 세계대백과사전의 내용을 기초로 작성된 글이 포함되어 있습니다.